# Гарральда, Рафаэль
Рафаэль Гарральда Гарре (исп. Rafael Garralda Garre, 21 января 1956, Мадрид, Испания) — испанский хоккеист (хоккей на траве), полевой игрок. Серебряный призёр летних Олимпийских игр 1980 года.

## Биография
Рафаэль Гарральда родился 21 января 1956 года в Мадриде.
Играл в хоккей на траве за «Клуб де Кампо» из Мадрида.
В 1980 году вошёл в состав сборной Испании по хоккею на траве на летних Олимпийских играх в Москве и завоевал серебряную медаль. Играл в поле, провёл 6 матчей, забил 1 мяч в ворота сборной Танзании.